# Cucalón
Cucalón es un municipio y localidad española de la provincia de Teruel, en la comunidad autónoma de Aragón. El término municipal, ubicado en las comarcas de Campo Romanos y del Jiloca, tiene una población de 79 habitantes (INE 2024).

## Geografía
La localidad se encuentra a unos 98,1 km de Teruel. El municipio tiene una superficie de 31,93 km². El código postal es 44491.

## Historia
En el año 1248, por privilegio de Jaime I, este lugar se desliga de la dependencia de Daroca, pasando a formar parte de Sesma de Langa en la Comunidad de Aldeas de Daroca, que dependían directamente del rey, perdurando este régimen administrativo hasta la muerte de Fernando VII en 1833, siendo disuelta ya en 1838.
Hacia mediados del siglo XIX, el lugar tenía contabilizada una población de 330 habitantes. Aparece descrito en el séptimo volumen del Diccionario geográfico-estadístico-histórico de España y sus posesiones de Ultramar de Pascual Madoz de la siguiente manera:

CUCALON: l. con ayunt. en la prov. de Teruel (14 leg,), part. jud. y adm. de rent. de Calamocha (3), aud. terr., c. g. y dióc. de Zaragoza (12): sit. sobre el llano de una colina, con clima frio propenso á catarros y dolores reumáticos, en el verano á tifoideas: tiene 74 casas inclusa la municipal; igl. parr. (Santiago Apóstol), con una torre de construccion antigua llamada la Atalaya, por descubrirse desde ella todo el campo Romanos. En sus afueras, y á poca dist., hay una ermita de hermosa construccion dedicada á Sta. Ana, y á una hora las de San Lorenzo y S. Bartolomé, situadas en un hondo que apenas penetran los vientos, y distantes entre si media leg.; ambas son los restos de dos desgraciados pueblos que apenas se descubren sus ruinas; dentro de la pobl. hay una balsa de la que se surten los vecinos, y cuyas aguas son escelentes. Confina el térm. por N con el de Lanzuela; E. con Badenas y Collado, S. con Ferreruela, y O. con Villahermosa. El terreno es de buena calidad, y en particular el de las dichas ermitas; bañan su térm. el r. Huerba (de que no se utilizan), y tiene un puente de piedra en el camino de Daroca y el llamado en su origen San Lorenzo, luego Cucalon y despues Lanzuela cuyas vegas riega; sus montes se hallan al SE. poblados de carrascas y rebollos: cruza el térm. el camino de Daroca: el correo se recibe de Calamocha por el conductor de Lanzuela. prod.: trigo puro y morcacho, centeno, judias, cáñamo, patatas, verduras, cebada, lentejas, garbanzos y habas; cria ganado lanar y cabrio; caza de perdices, conejos y liebres, pesca de madrillas y cangrejos. ind.: un batan y dos molinos harineros. pobl.: 82 vec., 330 alm. cap. imp.: 38,500 rs. presupuesto municipal 3,940 rs. que se cubren con las rentas de propios.
(Madoz, 1847, p. 201)

## Demografía
Cucalón cuenta con una población de 79 habitantes (INE 2024).
| Gráfica de evolución demográfica de Cucalón entre 1842 y 2021                                                       |
| |
| Población de derecho según los censos de población del INE Población de hecho según los censos de población del INE |

## Administración y política
| Período   | Alcalde                     | Partido |  |
| --------- | --------------------------- | ------- |  |
| 1979-1983 | Ramón Zarazaga Gimeno       | UCD     |  |
| 1983-1987 |                             |         |  |
| 1987-1991 |                             |         |  |
| 1991-1995 |                             |         |  |
| 1995-1999 | José Gimeno Calvo           | PAR     |  |
| 1999-2003 | José Gimeno Calvo           | PAR     |  |
| 2003-2007 | José Gimeno Calvo           | PAR     |  |
| 2007-2011 | Basilio Herrero Zaragaza    | CHA     |  |
| 2011-2015 | Julián Roche Gimeno         | PAR     |  |
| 2015-2019 | Julián Roche Gimeno         | PAR     |  |
| 2019-2023 | Alberto Gimeno Jaulín       | PP      |  |
| 2023-2027 | José Vicente Herrera Lázaro | PP      |  |

| Partido político    | Partido político                                   | 2003   | 2007   | 2011   | 2015   | 2019   | 2023   |
| Partido político    | Partido político                                   | Ediles | Ediles | Ediles | Ediles | Ediles | Ediles |
|                     | Partido Aragonés (PAR)                             | 1      | —      | 2      | 4      | 1      | —      |
|                     | Partido Popular de Aragón (PP)                     | —      | —      | 3      | —      | 2      | 2      |
|                     | Partido de los Socialistas de Aragón (PSOE-Aragón) | —      | —      | —      | 1      | —      | —      |
|                     | Chunta Aragonesista (CHA)                          | —      | 1      | —      | —      | —      | —      |
|                     | Vox                                                | —      | —      | —      | —      | —      | 1      |
| Total de concejales | Total de concejales                                | 1      | 1      | 3      | 5      | 3      | 3      |

## Patrimonio arquitectónico

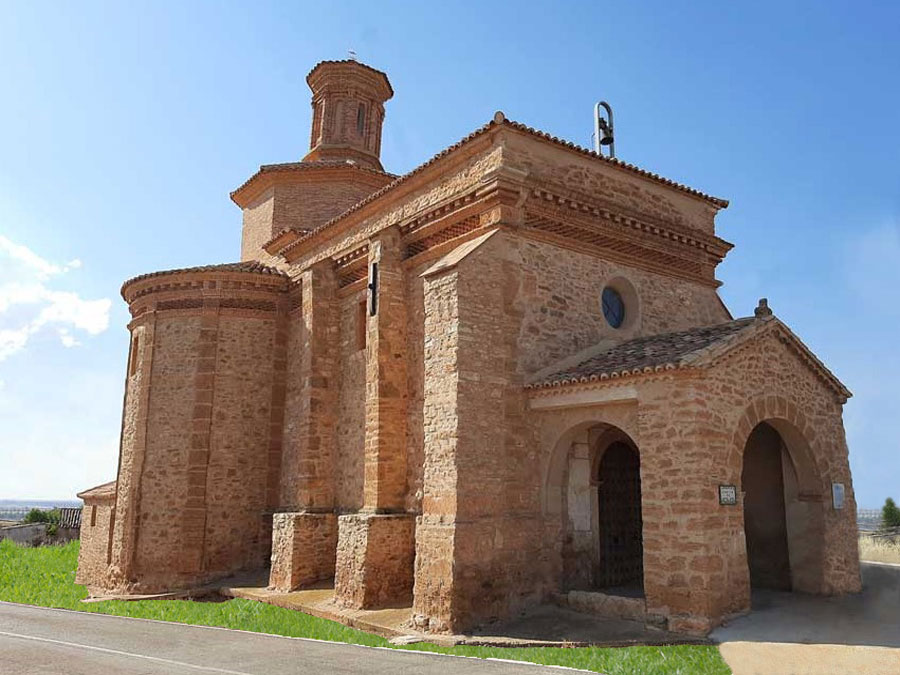
Ermita de Santa Ana en Cucalón

Destaca sobre todo el relacionado con la arquitectura religiosa, integrando algunos elementos medievales como la torre de la actual iglesia parroquial de Santiago, o las interesantes ermitas de Santa Ana, San Lorenzo y San Bartolomé. También hay que destacar el crucero o peirón de Santa Ana.
La arquitectura civil está bien representada por la lonja del Ayuntamiento, varias viviendas particulares con portadas de sillería y un conjunto muy interesante de palomares, a los que denominaremos correlativamente palomar primero, segundo y tercero.
Los elementos vinculados a la arquitectura del agua son muy numerosos, tanto los localizados en el cauce del río Huerva como los vinculados a alguna fuente de la localidad: el antiguo puente, la fuente vieja, el molino harinero, el aserradero, el molino nuevo, el batán y la desaparecida nevera.

### Ermita de Santa Ana
Obra barroca del siglo XVIII, de mampostería, con nave única y bóveda de medio cañón con lunetos. Ubicada en la localidad de Cucalón bajo la advocación de Santa Ana. Tiene el crucero cubierto por cúpula con linterna, la cabecera centralizada con tres absidiolos de planta semicircular y el pórtico, a los pies, con cubierta a dos aguas. Al exterior, las cornisas y la linterna son de ladrillo. Destaca el cimborrio octogonal y la linterna que lo corona. La nave central está reforzada por contrafuertes. En los tres brazos semicirculares hay también unas bandas de piedra que enmarcan el muro de mampostería. Destacan los dos frisos de ladrillo en esquinillas uno y otro de ladrillo aplantillado imitando sencillos modillones bajo el alero de ladrillo aplantillado.
La tipología de planta centralizada de esta ermita está en relación con las del Santo Sepulcro de Lagueruela, San Roque de Loscos y San Bartolomé de Santa Cruz de Nogueras.
En 2010 se llevó a cabo una intervención en la que se hizo una consolidación estructural con el cambio de cubiertas y la rehabilitación de todos los muros y contrafuertes exteriores .

## Fiestas
- Santiago y Santa Ana, 25 y 26 de julio (patronales).
- Semana Santa.
- Fiesta de la cerveza, 1 de mayo.